# Preis der Winterkönigin
Groupe III
Le Preis der Winterkönigin - Prix de la Reine de l'Hiver en allemand est une course hippique catégorisée groupe III ouverte aux pouliches de deux ans se disputant sur la distance de 1600 mètres. Pendant féminin du Preis der Winterfavoriten, l'épreuve est disputée sur l'hippodrome de Baden-Baden et les meilleures pouliches allemandes de deux ans s'y affrontent,.

## Histoire
La course s'est disputée pour la première fois en 1959 sur l'hippodrome de Mülheim, hippodrome sur lequel la course aura lieu jusqu'en 2004, date de son transfert sur l'hippodrome de Baden-Baden.

## Palmarès
| Année | Vainqueur        | Jockey               | Entraîneur           | Propriétaire                              | Temps   |
| ----- | ---------------- | -------------------- | -------------------- | ----------------------------------------- | ------- |
| 2023  | Shagara          | Andrasch Starke      | Markus Klug          | Gestüt Schlenderhan                       | 1'42"22 |
| 2022  | Quantanamera     | Martin Seidl         | Andreas Suborics     | Jurgen Sartori                            | 1:44.58 |
| 2021  | Lizaid           | Bauyrzhan Murzabayev | Peter Schiergen      | Gestüt Haus Zoppenbroich                  | 1:42.87 |
| 2020  | Noble Heidi      | Andrasch Starke      | Henk Grewe           | Manfred Anton Schmelzer                   | 1:43.32 |
| 2019  | Ocean Fantasy    | Michael Cadeddu      | Jean-Pierre Carvalho | Gestüt Höny-Hof                           | 1:48.01 |
| 2018  | Whispering Angel | Martin Seidl         | Markus Klug          | Gestüt Park Wiedingen                     | 1:39.84 |
| 2017  | Rock My Love     | Adrie de Vries       | Markus Klug          | Günter Merkel                             | 1:51.88 |
| 2016  | Well Spoken      | Adrie de Vries       | Markus Klug          | Gestüt Röttgen                            | 1:47.26 |
| 2015  | Dhaba            | Adrie de Vries       | Markus Klug          | Gestüt Park Wiedingen                     | 1:43.86 |
| 2014  | Bourree          | Jozef Bojko          | Andreas Löwe         | Stall Lenau                               | 1:45.04 |
| 2013  | Diamond Dove     | Andre Best           | Andreas Löwe         | Gestüt Wiesengrund                        | 1:49.72 |
| 2012  | Swordhalf        | Andrasch Starke      | Andreas Wöhler       | Gestüt Wittekindshof                      | 1:42.58 |
| 2011  | Monami           | Jozef Bojko          | Andreas Wöhler       | Gestüt Etzean                             | 1:40.99 |
| 2010  | Djumama          | Adrie de Vries       | Andreas Löwe         | Stall Phillip I                           | 1:48.34 |
| 2009  | Neon Light       | Jozef Bojko          | Andreas Wöhler       | Stall Titan                               | 1:43.65 |
| 2008  | Sworn Pro        | Andreas Helfenbein   | Mario Hofer          | Gestüt Wittekindshof                      | 1:43.42 |
| 2007  | Love Academy     | Terence Hellier      | Peter Schiergen      | Gestüt Ittlingen                          | 1:41.87 |
| 2006  | Shane            | Andreas Helfenbein   | Andreas Löwe         | U. Zerrath                                | 1:41.63 |
| 2005  | Nordtänzerin     | William Mongil       | Peter Schiergen      | Gestüt Wittekindshof                      | 1:43.15 |
| 2004  | Sorrent          | Terence Hellier      | Andreas Schütz       | Madame M. Herbert                         | 1:43.86 |
| 2003  | Night Lagoon     | Andrasch Starke      | Andreas Schütz       | Dr. Chr. Berglar                          | 1:44.59 |
| 2002  | Royal Dubai      | Eduardo Pedroza      | Andreas Wöhler       | Stiftung Gestüt Fährhof                   | 1:36.77 |
| 2001  | Narooma          | Andrasch Starke      | Andreas Schütz       | Gestüt Park Wiedingen                     | 1:44.18 |
| 2000  | Bedford Set      | Andreas Helfenbein   | Horst Steinmetz      | Dr. Reinhard A. Beine                     | 1:39.20 |
| 1999  | Sommernacht      | Terence Hellier      | Peter Schiergen      | Gestüt Schlenderhan                       | 1:40.02 |
| 1998  | Miss Tobacco     | Pascal van de Keere  | Ralf Suerland        | R. W. Eisemann                            | 1:43.66 |
| 1997  | Glady Beauty     | Georg Bocskai        | Uwe Ostmann          | Gestüt Auenquelle                         | 1:39.31 |
| 1996  | Oriental Flower  | Georg Bocskai        | Uwe Ostmann          | Gestüt Auenquelle                         | 1:44.32 |
| 1995  | Massada          | Waldemar Hickst      | Harro Remmert        | J. Erhard et Madame J. Schönwälder        | 1:43.70 |
| 1994  | White on Red     | Terence Hellier      | Bruno Schütz         | Stall DETAG                               | 1:42.70 |
| 1993  | Wild Romance     | Mark Rimmer          | Bruno Schütz         | Frau A. u. H. Noster                      | 1:47.10 |
| 1992  | Quebrada         | Andrzej Tylicki      | Heinz Jentzsch       | Gestüt Fährhof                            | 1:38.30 |
| 1991  | Keniana          | Kevin Woodburn       | Uwe Ostmann          | Gestüt Wiedingen                          | 1:42.40 |
| 1990  | Martessa         | Terence Hellier      | Andreas Wöhler       | Gestüt Hof Heidendom                      | 1:44.50 |
| 1989  | Well Known       | Alan Freeman         | Theo Grieper         | Gestüt Röttgen                            | 1:42.60 |
| 1988  | Diasprina        | Dave Richardson      | Theo Grieper         | Gestüt Röttgen                            | 1:46.90 |
| 1987  | Alte Zeit        | Olaf Schick          | Uwe Ostmann          | Stall Mühlengrund                         | 1:43.20 |
| 1986  | Nuas             | Dave Richardson      | Theo Grieper         | Gestüt Röttgen                            | 1:38.80 |
| 1985  | Sängerin         | Peter Remmert        | Hein Bollow          | Madame H. Schulz-Botenwerfer              | 1:38.90 |
| 1984  | Schwarz-Grün     | Georg Bocskai        | Heinz Jentzsch       | Gestüt Charlottenhof                      | 1:48.00 |
| 1983  | La Colorada      | Georg Bocskai        | Heinz Jentzsch       | Gestüt Fährhof                            | 1:38.30 |
| 1982  | Tannenalm        | Peter Alafi          | Sven von Mitzlaff    | Prince et Princesse Oettingen-Wallerstein | 1:35.80 |
| 1981  | Opium            | Ralf Suerland        | Heinz Jentzsch       | Gestüt Bona                               | 1:40.30 |
| 1980  | Operette         | Peter Remmert        | Heinz Jentzsch       | Gestüt Bona                               | 1:37.80 |
| 1979  | Istria           | Joan Pall            | Heinz Jentzsch       | Gestüt Schlenderhan                       | 1'38"1  |